# Victoria (Kilar)
Victoria is een compositie van de Pool Wojciech Kilar voor gemengd koor en symfonieorkest.
Victoria is gecomponeerd ten behoeve van het staatsbezoek van paus Johannes Paulus II aan zijn geboorteland Polen, dat uitliep op een soort bedevaart. Het werk is gebaseerd op een dankbrief die koning Jan de Derde naar paus Innocentius XI zond, als dank voor de overwinning bij het Beleg van Wenen in 1683. De gezongen tekst komt uit de brief en betreft het citaat Venimus, Vidmus, Deus vicit! (Ik kwam, ik zag, en God overwon).
Kilar herdacht met deze compositie de overwinning en hoopte op meer godsdienstvrijheid in Polen, waar tijdens het toen nog heersende communistisch regime onderdrukking plaatsvond. De première werd gegeven in de Archikatedra Chrystusa Króla (Kathedraal Christus Koning) in Katowice op 20 juni 1983, het werd gegeven door het Pools Nationaal Radio-Symfonieorkest met onderstaand koor o.l.v. Antoni Wit.

## Bron en discografie
- Uitgave Dux: Koor en symfonieorkest van Silezië o.l.v. Miroslaw Jacek Blaszczyk.